# 林之望
林之望（1811年—1884年），字伯颖，又字远村，安徽省怀远县城关屾河街人。清朝政治人物，进士出身。

## 生平
林之望自幼聪颖，家境贫寒，刻苦读书，道光二十四年（1844年）中式第一名举人（解元），道光二十七年（1847年）中二甲进士，选庶吉士，散馆授编修。咸丰六年（1856 年）任御史。官至湖北布政使，不久辞官归里。光绪四年（1878年）摄纂《安徽通志》。曾主讲庐阳书院、赓阳书院。光绪十年卒。
林之望工诗文，著作甚多，现存《荆居书屋诗文集》、《春明馆赋稿》、《觉世经解》、《养蒙金鉴》等。